# Leptocyclopodia wallacei
Leptocyclopodia wallacei är en tvåvingeart som beskrevs av Maa 1975. Leptocyclopodia wallacei ingår i släktet Leptocyclopodia och familjen lusflugor. Inga underarter finns listade i Catalogue of Life.